# Greg Hsu
Greg Hsu, conosciuto anche come Greg Han, pseudonimo di Hsu Kuang-han (許光漢T, Xǔ GuānghànP; 31 ottobre 1990), è un attore, cantante e modello taiwanese.
È noto per aver interpretato il ruolo di Wang Quan-sheng nel drama Someday Or One Day (2019).

## Biografia
Cresciuto a Taipei, fin da bambino i suoi genitori lo hanno incoraggiato a praticare sport per aiutarlo a gestire i suoi problemi d'asma. Per questo motivo è entrato nella squadra di ping-pong della scuola elementare, partecipando a diverse competizioni in tutto il paese.
Nel 2003, è stato selezionato per recitare nel videoclip di San Nien Er Ban di Jay Chou. In adolescenza, Hsu ha fatto parte della squadra di basket della scuola superiore, è stato il cantante principale di una band e ha partecipato a concorsi di canto, vincendo anche diversi primi posti. Nello stesso periodo, ha anche firmato un contratto con una casa discografica allo scopo di debuttare in una boy band, ma il contratto non è mai stato concluso per questioni legali. Per guadagnarsi da vivere, ha inizialmente lavorato in caffetterie, bar e ristoranti.
Greg Hsu ha studiato presso la facoltà di gestione delle informazioni dell'Università della Cultura Cinese. Successivamente ha anche frequentato la facoltà di arti performative presso la Southeast University of Science and Technology. Durante il periodo universitario, ha iniziato a lavorare come modello, partecipando a sfilate, shooting per riviste, pubblicità e cortometraggi.
Nel 2011, ha partecipato al concorso Looking for Mr. Right, organizzato da Channel V e condotto da Amber Kuo, e si è distinto tra i cinque partecipanti, diventando il protagonista maschile del videoclip di Ai De Gao Bai, insieme ad un altro partecipante di nome Chih-chieh. Ha poi firmato un contratto con la casa discografica Seed Music, ma durante il periodo di formazione come cantante, ha avuto l'occasione di recitare in uno spettacolo teatrale, e successivamente, nel 2013, ha recitato nella serie televisiva malese Dive into Love. Dopo questa sua prima esperienza come attore, ha deciso di non continuare come cantante, e ha lasciato la casa discografica. Ha continuato a fare lavori occasionali e a partecipare a provini, ma senza grande successo.
Nel luglio 2017, Hsu si è unito al cast della serie taiwanese Attention, Love!, dove ha interpretato lo studente Chin Yu-bin, fino alla fine della serie nel novembre dello stesso anno.
Nel novembre 2019, è entrato nel cast principale della popolare serie taiwanese Someday Or One Day, in cui ha interpretato i ruoli di Wang Quan-sheng e dello studente Li Zi-wei, fino alla conclusione della serie nel febbraio 2020.
Nell'aprile 2021, è comparso come membro del cast principale del film My Love, nel ruolo di Zhou Xiaoqi. Il film è il remake del film sudcoreano On Your Wedding Day.
Il 14 luglio 2022, la casa di moda italiana di lusso Fendi ha annunciato ufficialmente che Greg è diventato ambasciatore del brand.

## Vita privata
Greg Hsu ha avuto una relazione con la modella e attrice Cleo Chien, terminata, tuttavia, nel giugno 2017. Il 21 agosto 2024, Hsu ha annunciato sui social media di essersi unito all'esercito taiwanese per adempiere all'obbligo di servizio militare.

## Controversie
Nel 2021, Hsu ha espresso il suo sostegno al cotone dello Xinjiang e ha boicottato marchi come Nike e Adidas dopo che questi avevano espresso preoccupazioni riguardo alle condizioni dei diritti umani nella regione. In una dichiarazione rilasciata tramite il suo agente, ha affermato che queste aziende "miravano a diffamare la Cina". Durante una seduta del governo taiwanese, un legislatore ha sollevato il caso di Hsu, sollecitando un commento da parte del premier Su Tseng-chang, il quale ha dichiarato che "alcuni individui agiscono senza criterio [...] i loro gesti sono egoisti e dimostrano una scarsa consapevolezza dell'importanza dei diritti umani".

## Filmografia

### Televisione
- Dive Into Love (潛入藍中籃T) – serial TV (2013)
- Love of Sandstorm (戀愛沙塵暴T) – miniserie TV (2016)
- Have You Ever Fallen In Love, Miss Jiang? (姜老師，妳談過戀愛嗎？T) – miniserie TV (2016)
- Attention, Love! (稍息立正我愛你T) – serial TV (2017)
- Art In Love (那刻的怦然心動T) – serial TV (2017)
- Inference Notes (推理笔记T) – serial TV (2017)
- My Dear Boy (我的男孩T) – serial TV (2017)
- Meet Me @1006 (1006的房客T) – serial TV (2018)
- A Thousand Goodnights (一千個晚安T) – serial TV (2019)
- Nowhere Man (罪夢者T) – miniserie TV (2019)
- Someday Or One Day (想見你T) – serial TV (2019)
- Ru: Taiwan Express (路(ルウ)～台湾エクスプレス～?) – miniserie TV (2020)
- Rainless Love in a Godless Land (無神之地不下雨T) – serial TV (2021)
- Light the Night (華燈初上T) – serial TV (2021)
- No Way Out: The Roulette (노 웨이 아웃: 더 룰렛?) – serial TV (2024)
- GG Precinct (正港分局T) – serial TV (2024)

### Cinema
- A Complete Life (雙全T), regia di William Chu (2013)
- Hijra In Between (海吉拉T), regia di Tsai Mi-chieh (2018)
- Back to the Good Times (花甲大人轉男孩T), regia di Chu Yu-ning (2018)
- A Sun (陽光普照T), regia di Chung Mong-hong (2019)
- Your Love Song (你的情歌T), regia di Andrew Chien (2020)
- My Love (你的婚礼T), regia di Han Tian (2021)
- Someday Or One Day (想見你T), regia di Huang Tien-jen (2021)
- Marry My Dead Body (關於我和鬼變成家人的那件事T), regia di Cheng Wei-hao (2023)
- Pigsy (八戒：決戰未來T), regia di Chiu Li-wei (2024)
- 18×2 Beyond Youthful Days (青春18×2 君へと続く道?), regia di Michihito Fujii (2024)

## Discografia

### Album in studio
- 2021 – Greg Han

## Riconoscimenti
- 52nd Golden Bell Award
  - 2017 – Candidatura per il Miglior Attore Non Protagonista per Have You Ever Fallen In Love, Miss Jiang?
- Youth Film Handbook Award
  - 2020 – Candidatura per il Miglior Attore Non Protagonista per A Sun
- To Ten Chinese Films Festival
  - 2020 – Candidatura per il Miglior Attore Non Protagonista per A Sun
- 55th Golden Bell Award
  - 2020 – Candidatura per il Miglior Attore Protagonista per Someday or One Day
- iQIYI Scream Night
  - 2020 – Miglior Coppia Su Schermo dell'Anno (con Alice Ko) per Someday or One Day
- Esquire China's 17th MAHB Award
  - 2020 – Artista dell'Anno di Hong Kong e Taiwan per Someday or One Day
- Tencent Video All Star Awards
  - 2020 – Attore Promettente dell'Anno per Someday or One Day
- Golden Blossom Internet Film and Television Awards
  - 2020 – Attore Popolare dell'Anno per Someday or One Day
- Huading Awards
  - 2021 – Candidatura per il Miglior Nuovo Attore per My Love
- Canadian Chinese Pop Music Awards
  - 2022 – Miglior Nuovo Artista per Greg Han
- Hito Music Awards
  - 2022 – Nuovo Artista Preferito per Greg Han
- Freshmusic Awards
  - 2022 – Top 50 Singoli dell'Anno per Good Night, Good Night
  - 2022 – Candidatura per la Top 10 Album dell'Anno per Greg Han
  - 2022 – Candidatura per il Miglior Nuovo Artista per Greg Han
- Golden Melody Awards
  - 2022 – Candidatura per il Miglior Nuovo Artista per Greg Han
- Golden Horse Film Festival
  - 2023 – Candidatura per il Miglior Attore Protagonista per Marry My Dead Body